# Maria Quitéria
Maria Quitéria (ur. 27 lipca 1792 w Feira de Santana, zm. 21 sierpnia 1853 w Salvador) – brazylijska żołnierka w stopniu podporucznika uznawana za bohaterkę narodową.
Służyła w brazylijskiej wojnie o niepodległość w latach 1822–1823 w stroju mężczyzny. Nazywana jest „Brazylijską Joanną d’Arc”. Quitéria była pierwszą kobietą, która służyła w jednostce wojskowej w Brazylii.

## Życiorys
Urodziła się na farmie w pobliżu Feira de Santana w obecnym stanie Bahia jako córka właściciela ziemskiego. W 1792 roku zaczęła uczyć się jeździć konno i używać broni, asystując przy polowaniach. Po śmierci matki zaczęła opiekować się rodzeństwem.
W lipcu 1822 roku miała wyjść za mąż, lecz zarządcy prowincji Bahia opowiedzieli się za księciem Pedro de Braganzą, który postulował niepodległość Brazylii i aby wesprzeć zbrojne powstanie zaczęli wysyłać emisariuszy do poboru. Kiedy delegacja przybyła do Feira de Santana, ojciec Marii nie został powołany jako wdowiec z małoletnimi dziećmi (żadne z nich nie było w wieku wojskowym). Maria jednak zgodziła dołączyć do oddziałów niepodległościowych, mimo że nie dostała na to zgody ojca. Uciekła do domu swojej przyrodniej siostry i obcięła włosy, po czym jako mężczyzna zgłosiła się do pobliskiego miasta Cachoeira, aby zaciągnąć się do lokalnego pułku artylerii. Mimo iż ojciec zgłosił się do jednostki i ujawnił prawdziwą płeć córki, udało jej się pozostać w szeregach ze względu na swoją dyscyplinę i umiejętności posługiwania się bronią, co nie umknęło jej przełożonym.
Od października 1822 roku do czerwca 1823 roku wzięła udział w kilku bitwach przeciwko wojskom portugalskim na terenie prowincji Bahia, wykazując się zaangażowaniem i odwagą podczas starć. W lipcu 1823 roku została kadetem, a po zakończeniu kampanii wojennych w Bahia, w dniu 20 sierpnia 1823 roku została awansowana na stopień podporucznika przez cesarza Piotra I w pałacu w Rio de Janeiro.

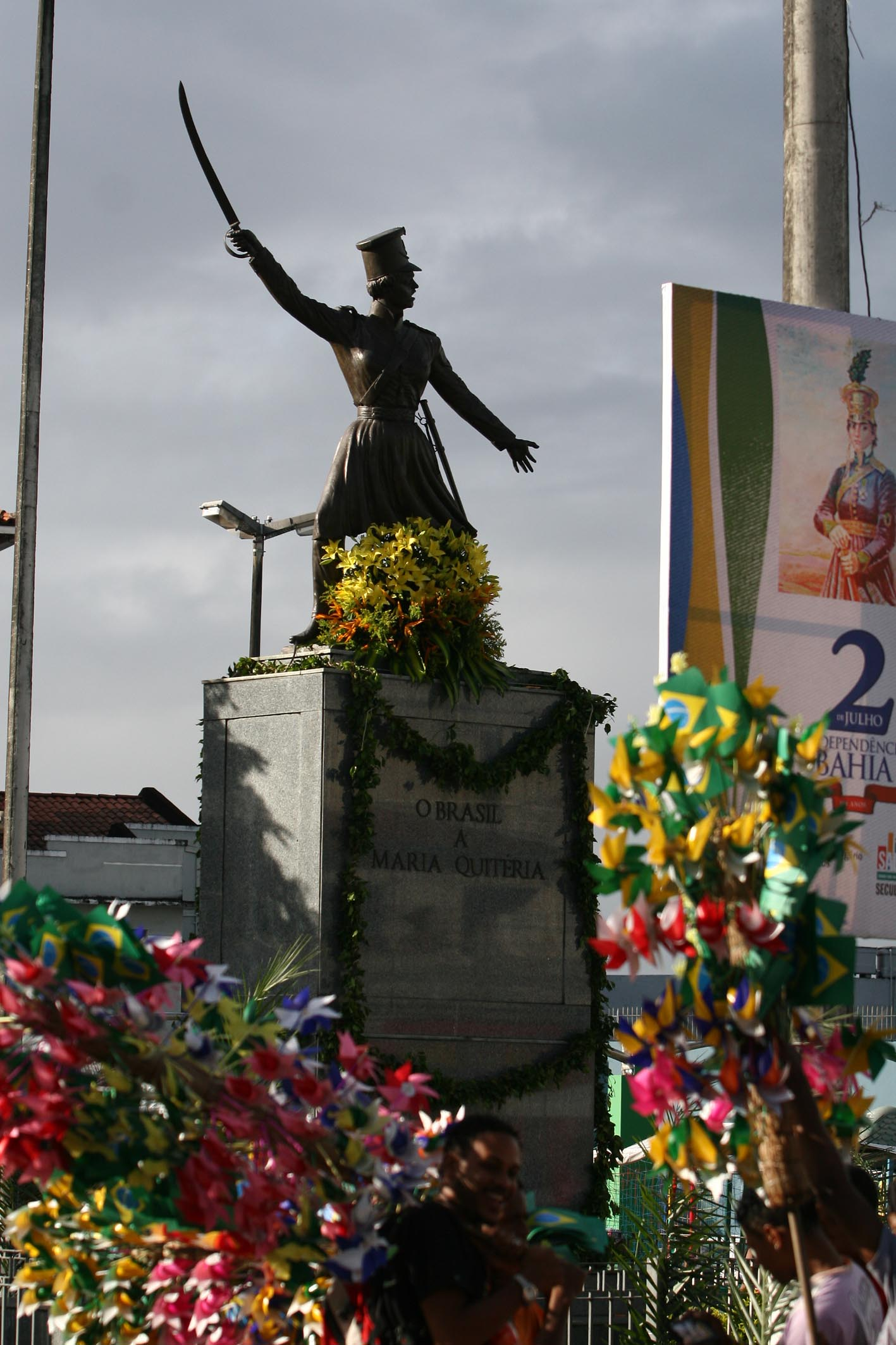
Pomnik Marii Quiterii w mieście Salvador w stanie Bahia

Po zakończeniu wojny Maria Quitéria powróciła do Feira de Santana, pogodziła z ojcem i zawarła małżeństwo. Po śmierci męża przeniosła się wraz z córką do miasta Salvador, gdzie umarła w wieku 61 lat. Jej szczątki zostały pochowane w Kościele Najświętszego Sakramentu Świętej Anny w Nazare. Do końca życia była analfabetką.